# Route nationale 104 (Slovénie)
Pour les articles homonymes, voir G104 et Route nationale 104.
La route nationale 104 (slovène : Glavna cesta 104), abrégée en G104 ou G2-104, est une route nationale slovène allant de Kranj à Ljubljana. Sa longueur est de 31,6 km.

## Histoire
La route nationale 104 reliait initialement Kranj à Trzin. En 2002, son tracé est prolongé jusqu'à Ljubljana en reprenant un tronçon de l'ancienne route nationale 10 entre Trzin et Ljubljana.

## Tracé
- Kranj
- Šenčur
- Spodnji Brnik (en)
- Lahovče (en)
- Nasovče (en)
- Breg pri Komendi (en)
- Potok pri Komendi (en)
- Komenda
- Moste (en)
- Topole (en)
- Mengeš
- Loka pri Mengšu (en)
- Trzin
- Ljubljana